# Manoir Clemuel Ricketts
Le manoir Clemuel Ricketts, également connu sous les noms de Stone House, William R. Ricketts House ou Ganoga, est une demeure de style géorgien en grès, construite en 1852 ou 1855 sur les rives du lac Ganoga, à Colley Township, dans le comté de Sullivan, en Pennsylvanie. Il accueille plusieurs générations de la famille Ricketts, parmi lesquelles R. Bruce Ricketts et William Reynolds Ricketts.
D’abord conçu comme pavillon de chasse, le manoir fait également office de taverne et de bureau de poste, avant d’être intégré à un complexe hôtelier tout au long du XIXe siècle. À partir de 1903, la maison devient la résidence estivale des Ricketts, que la famille conserve malgré la cession de plus de 26 000 hectares à l’État de Pennsylvanie entre 1920 et 1950. Elle est documentée par le Historic American Buildings Survey (HABS) en 1936, puis inscrite au Registre national des lieux historiques (NRHP) en 1983. En 1957, un groupe d’investisseurs acquiert le lac, les terres environnantes et le manoir, qu’il aménage à des fins résidentielles et récréatives. Le bâtiment devient alors le club-house privé de l’association du lac Ganoga, sans accès au public.
La demeure d'origine, en forme de L et élevée sur deux étages et demi, s’érige avec des murs de pierre épais de 0,6 mètre. Elle se niche dans une clairière bordée d’une forêt ancienne, offrant une vue dégagée sur le lac, à quelque 270 mètres à l’est. En 1913, une aile de même hauteur vient s’ajouter au nord, accompagnée d’une rénovation complète de la bâtisse initiale. La maison compte sept pièces, quatre porches ainsi que son mobilier et ses boiseries d’origine. La restauration inclut l’ajout de lucarnes et de nouvelles fenêtres, tandis que l’électricité et une plomberie moderne sont installées ultérieurement. Le dossier de nomination au Registre national des lieux historiques salue le manoir Clemuel Ricketts comme un « remarquable exemple d’architecture vernaculaire géorgienne ».

## Emplacement
Le manoir Clemuel Ricketts se dresse sur la rive sud-ouest du lac Ganoga, dans le township de Colley, au sud-est du comté de Sullivan. Il partage avec le lac un promontoire du plateau des Allegheny, connu sous le nom de North Mountain, formé il y a entre 300 et 250 millions d’années lors de l'orogenèse alléghanienne. Le socle rocheux, âgé de plus de 340 millions d’années, relève de la formation Pocono du Mississippien et se compose de grès gris, de conglomérats et de quelques bancs de siltite fin. Le lac occupe une vallée peu profonde d’environ quatre mètres, fermée à son extrémité sud-est par une moraine glaciaire de tillite pouvant atteindre neuf mètres, d’où s’écoule le cours d’eau Kitchen Creek.
Les premiers habitants connus de la région sont les Andastes, qui disparaissent ou quittent les lieux avant 1675. Le territoire passe ensuite sous l’autorité des Iroquois, qui le cèdent aux Britanniques lors du traité de Fort Stanwix en 1768. Le terrain sur lequel s’élèvera plus tard le manoir relève d’abord du comté de Northumberland, avant d’être intégré en 1795 au comté de Lycoming. Entre 1822 et 1827, l'autoroute à péage Susquehanna and Tioga est tracée le long de la rive occidentale du lac, reliant les bourgs de Berwick, au sud, et de Towanda, au nord. Le lac est alors connu sous le nom de Long Pond, et l’auberge Long Pond Tavern, implantée juste au nord de l’emplacement futur du manoir, accueille les voyageurs en diligence pour une pause repas,,. Le comté de Sullivan voit le jour en 1847, suivi en 1849 par la création du township de Colley.

## Histoire

### Lodge et taverne
En 1850, les frères Clemuel (1794–1858) et Elijah G. Ricketts (1803–1877), agacés d'avoir du passer une nuit entière sur le parquet d’un salon d’hôtel lors d’une partie de chasse au nord du lac Ganoga, sur le Loyalsock Creek, souhaitent acquérir leur propre domaine de chasse. Au début des années 1850, ils achètent le lac, la taverne Long Pond ainsi qu’environ 2 000 hectares de terres environnantes. Ils lancent rapidement la construction d’une maison en pierre, implantée entre la route à péage et la rive du lac, pour remplacer la taverne en bois. Selon l’historique rédigé par William Reynolds Ricketts pour le Historic American Buildings Survey, ainsi que l’ouvrage Ghost Towns of North Mountain de Petrillo, en plus des détails du dossier de nomination du manoir au Registre national des lieux historiques, l’achat du lac et des terres remonte à 1851, et la construction débute cette même année, pour s’achever en 1852. Cette date est gravée sur la façade ouest qui fait face à la route. Cependant, selon The Life and Times of Robert Bruce Ricketts de Tomasak, l’acquisition a lieu le 13 avril 1853 pour 550 dollars — soit environ 21 000 dollars en 2025 — et l'édification de la maison a commencée entre 1854 et 1855,.
Selon la tradition familiale, Gad Seward est désigné artisan du manoir, d’abord surnommé « Ricketts Folly » en raison de son isolement, mais officiellement appelé Stone House. Cette demeure sert à la fois de pavillon pour les frères Ricketts et de taverne pour les voyageurs. Clemuel est nommé postier du bureau installé au bord du lac le 3 octobre 1853 et obtient une licence de tavernier du comté de Sullivan le 7 août 1854. À sa mort en 1858, Elijah rachète sa part de la propriété. Le bureau de poste ferme le 12 avril 1860,,.
Robert Bruce Ricketts (1839–1918), fils d’Elijah et futur homonyme du parc d'État de Ricketts Glen, s’engage comme simple soldat dans l’armée de l’Union au début de la guerre de Sécession en 1861, avant de gravir les échelons jusqu’au grade de colonel. Après le conflit, il rachète à son père la maison, le lac et une partie des terres le 25 septembre 1869 pour 3 969,81 dollars, soit environ 94 000 dollars en 2025. Il en vient à contrôler plus de 80 000 acres (32 000 hectares), incluant le lac et les gorges du parc,,,,.
Entre 1872 et 1875, Ricketts et ses associés exploitent une scierie située à quelque 800 mètres au sud-est de la maison. En 1872, il utilise le bois issu de cette scierie pour ériger une extension en bois de trois étages, à une trentaine de mètres au nord de la maison en pierre, reliée à celle-ci par une véranda. Cette construction, surnommée « l’Arche » en raison de sa ressemblance avec l’arche de Noé, s’élève à 45 000 dollars, soit environ 1 181 000 dollars en 2025. La même année, Ricketts fait poser de nouveaux parquets en bouleau blanc dans la maison en pierre, qui subsistent encore en 2008,,,.

### Hôtel North Mountain House

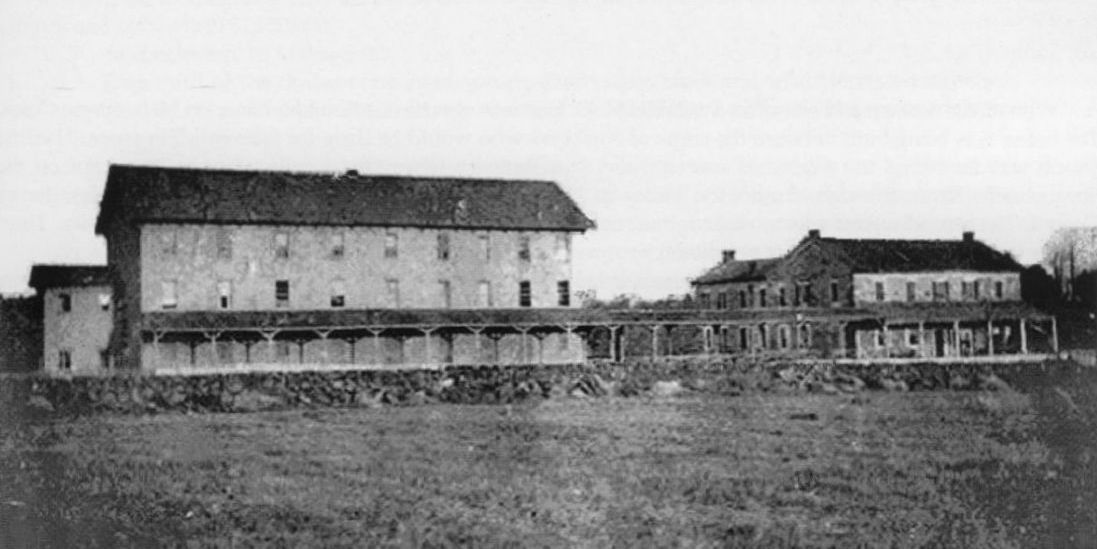
L’hôtel North Mountain House au début des années 1870. Une véranda relie la structure en bois appelée « l’Arche » (à gauche) à la maison en pierre (à droite).

L’Arche et la maison de pierre forment l’ensemble hôtelier du North Mountain House, qui ouvre ses portes en 1873 sous la direction de Frank Ricketts, frère de R. Bruce Ricketts. La majorité des visiteurs, venus de Wilkes-Barre, Philadelphie, New York ou d’autres villes de la côte Est, appartiennent au cercle proche de la famille ou à ses relations amicales. L’établissement accueille des hôtes tout au long de l’année. En été, ils affluent généralement après la fin de l’année scolaire en juin et prolongent leur séjour jusqu’à la rentrée de septembre. En 1876 et 1877, Ricketts y établit la toute première école d’été du pays, accueillant notamment Joseph Rothrock, futur « Père de la foresterie » en Pennsylvanie,,,.
En 1874, Ricketts rebaptise Long Pond sous le nom de Highland Lake. L’année suivante, il attribue à la plus haute chute du ruisseau Kitchen le nom de Ganoga Falls,. Cette même année, le North Mountain House est salué dans le guide de voyage de John B. Bachelder, Popular Resorts, and How to Reach Them, qui souligne la beauté de son site, niché dans une forêt vierge, la présence du lac et des cascades voisines, ainsi que les activités de plein air qu’il propose, telles que la chasse, la pêche ou la randonnée. En 1881, Ricketts renomme Highland Lake en Ganoga Lake, suivant la suggestion du sénateur de Pennsylvanie Charles R. Buckalew. Ce dernier propose le terme  « Ganoga », qu’il présente comme un mot iroquoien signifiant « eau sur la montagne » dans la langue seneca,.

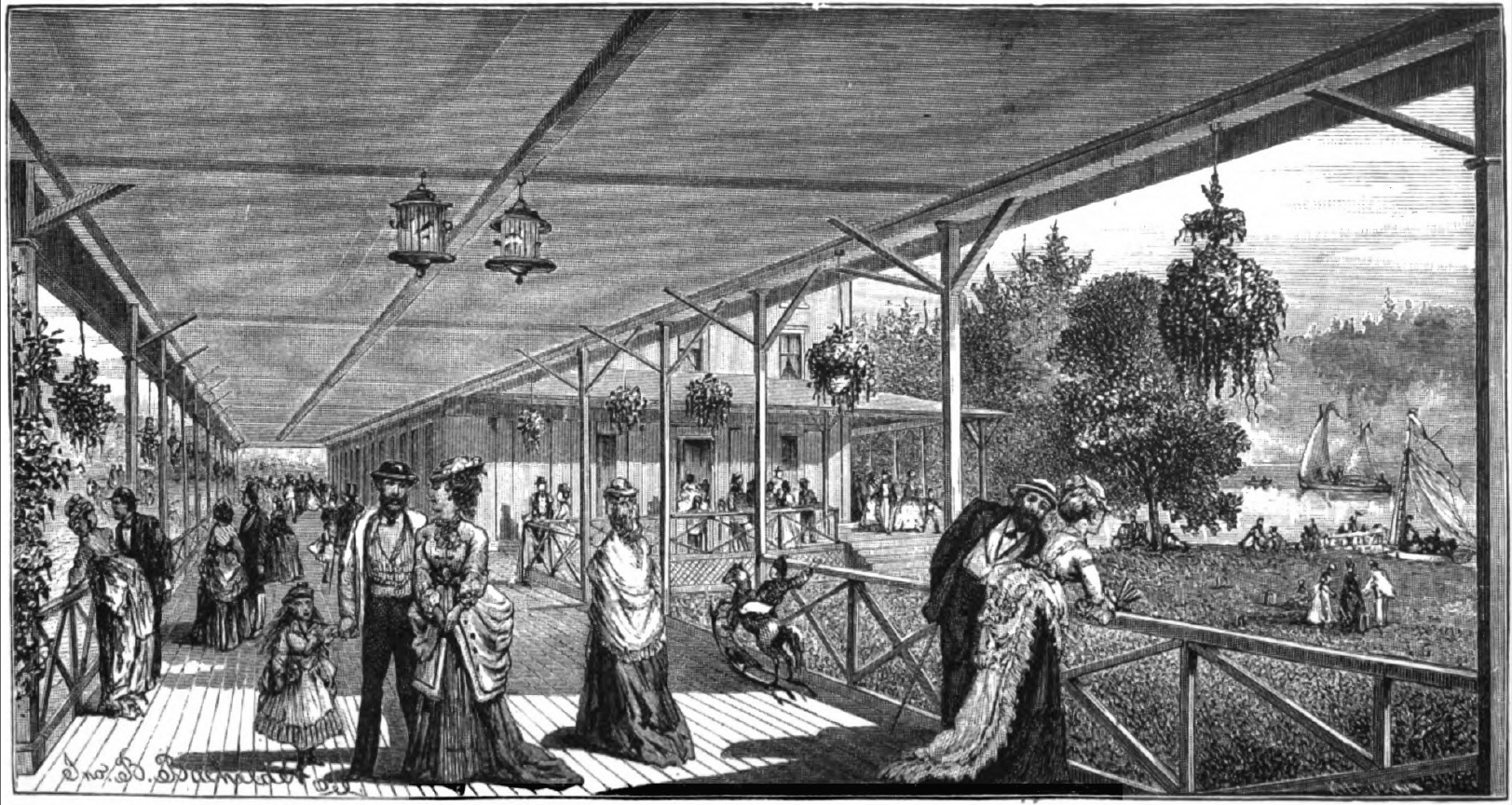
Gravure sur bois de 1875 réalisée par John B. Bachelder représentant des clients de l’hôtel North Mountain House.

La maison et l’hôtel se dressent à l’est de l’ancienne route à péage. En face, un vaste champ de quarante hectares accueille un troupeau de vaches laitières et un potager, destinés à subvenir aux besoins des visiteurs. Ce même terrain offre aussi un stand de tir et un parcours de golf de neuf trous. Les hôtes disposent d'installations pour le tennis et le croquet, tandis qu’une large pelouse s’étire depuis la maison jusqu’au lac, où les visiteurs peuvent s’adonner à la navigation comme à la baignade. À environ huit cents mètres au sud-ouest, un promontoire offre un panorama assez remarquable. Plus au sud encore, à 5,6 kilomètres, Ricketts fait ériger au sommet de North Mountain une tour d'observation de douze mètres. Après l’effondrement de cette première structure, il la remplace par une tour de trente mètres qu'il baptise Grand View.
Bien que Ricketts ait construit sa fortune sur une exploitation intensive de ses forêts, il interdit toute coupe dans un rayon de huit cents mètres autour du lac. Grâce à la prévoyance de sa famille, les gorges boisées et les cascades qui jalonnent le parc d’État échappent à la dévastation. En 1893, un cèdre abattu près du lac, destiné à libérer un terrain pour la construction, mesurait 1,8 mètre de diamètre, avec une longévité conséquente de 532 ans. En 1900, un incendie frôle la destruction de l’hôtel North Mountain House et ravage une grande partie de la forêt ancienne environnante, ce qui entraîne par la suite une forte baisse de la fréquentation. Ce recul s’explique aussi par une évolution des goûts, puisque l’établissement accueille plus de cent cinquante visiteurs en août 1878, contre à peine soixante en août 1894.

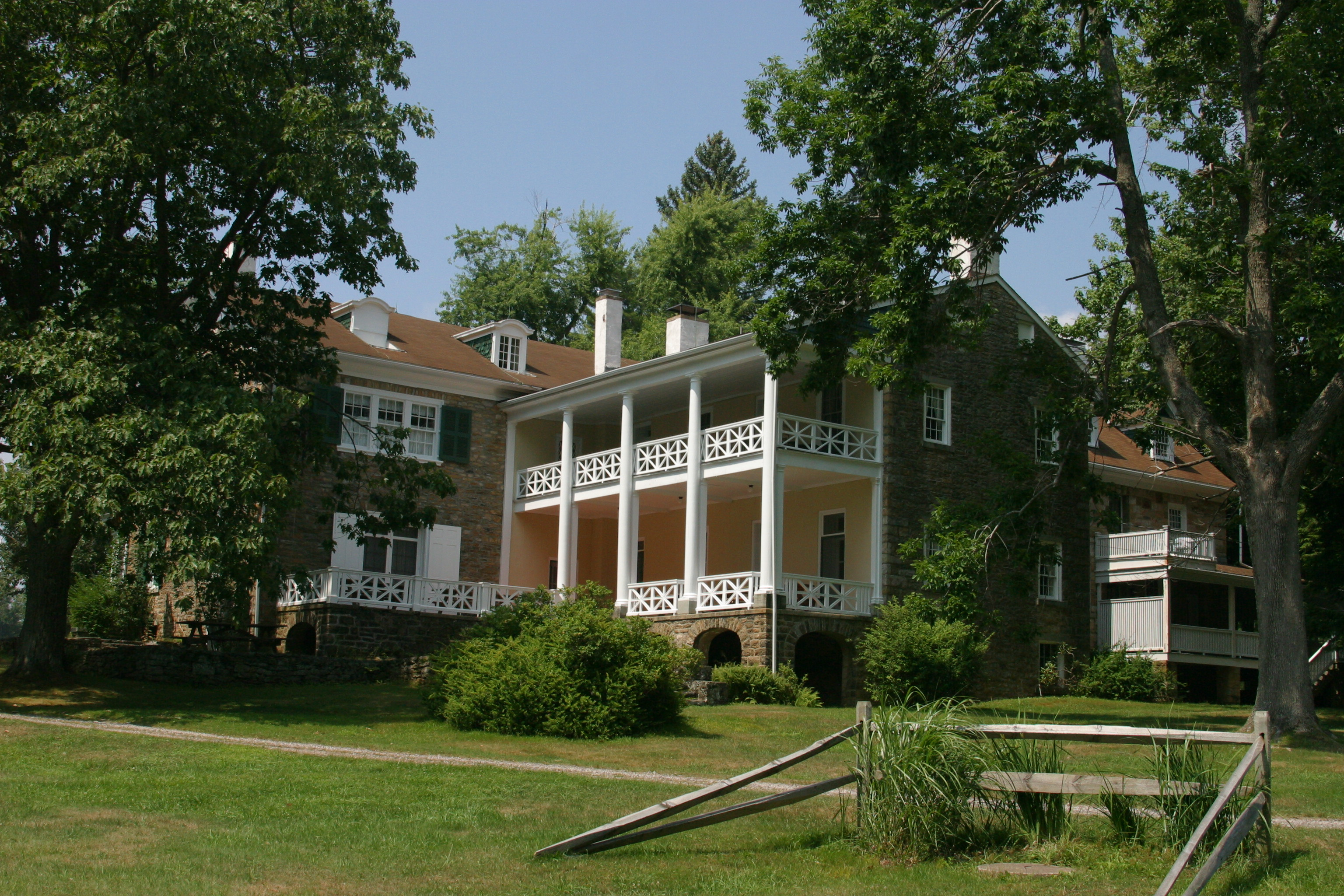
À l’arrière de la maison, un porche à deux étages occupe l’angle intérieur en forme de L, tandis que l’aile ajoutée en 1913 se situe à l’extrême droite.

En 1903, un violent incendie ravage North Mountain et met en péril la scierie de la ville forestière de Ricketts, située au nord-est du lac. Depuis 1893, une voie ferrée secondaire de 6,20 kilomètres, exploitée par le Lehigh Valley Railroad, relie Ricketts à une gare à bois au nord du lac. Une promenade en planches et un service de diligences assurent la correspondance entre la gare et l’hôtel. La ligne dessert quotidiennement Wilkes-Barre et Towanda tout en transportant, dès 1895, des marchandises, notamment des glaces extraites du lac pour la réfrigération,,.
Le North Mountain House conserve sa réputation grâce à son charme rustique. Chauffé par des cheminées ouvertes, orné de peaux d’animaux et de porte-manteaux en bois de cerf, il fait face à un champ où deux ours noirs sont enchaînés. En 1895 puis en 1900, la maison de pierre fait l’objet de rénovations majeures qui introduisent le téléphone, l'éclairage à l'acétylène et le chauffage à vapeur. En 1900, le journal The Sullivan Review déplore ces transformations, affirmant que « lorsque le North Mountain House s’éclaire au gaz et se chauffe au moyen d’une chaudière moderne, il perd tout son charme originel ».

### Demeure principale
Entre 1897 et 1903, l’annexe en bois attenante à la maison de pierre est démolie pour laisser place à un . L’hôtel ferme ses portes en novembre 1903, marquant aussi la fin du service des trains de passagers. Les scieries de Ricketts, épuisées par l’exploitation forestière, cessent leur activité en 1913, tandis que la compagnie de glace disparaît en 1915,. La maison de pierre demeure la résidence d’été de la famille. En 1904, Ricketts propose de déplacer la route qui longe sa propriété. L'Assemblée générale de Pennsylvanie donne son accord en 1908, après qu'il a financé la construction d'un nouvel itinéraire situé à 2,4 kilomètres à l’est. En 1913, l’architecte Thomas Henry Atherton conçoit une aile nouvelle et supervise la rénovation de la maison. Ricketts y décède en 1918, suivi de quelques jours par son épouse. Tous deux reposent dans le petit cimetière familial, au nord du lac,,. Selon son testament, la maison et ses dépendances sont alors évaluées à 12 000 dollars, soit environ 251 000 dollars en 2025,.

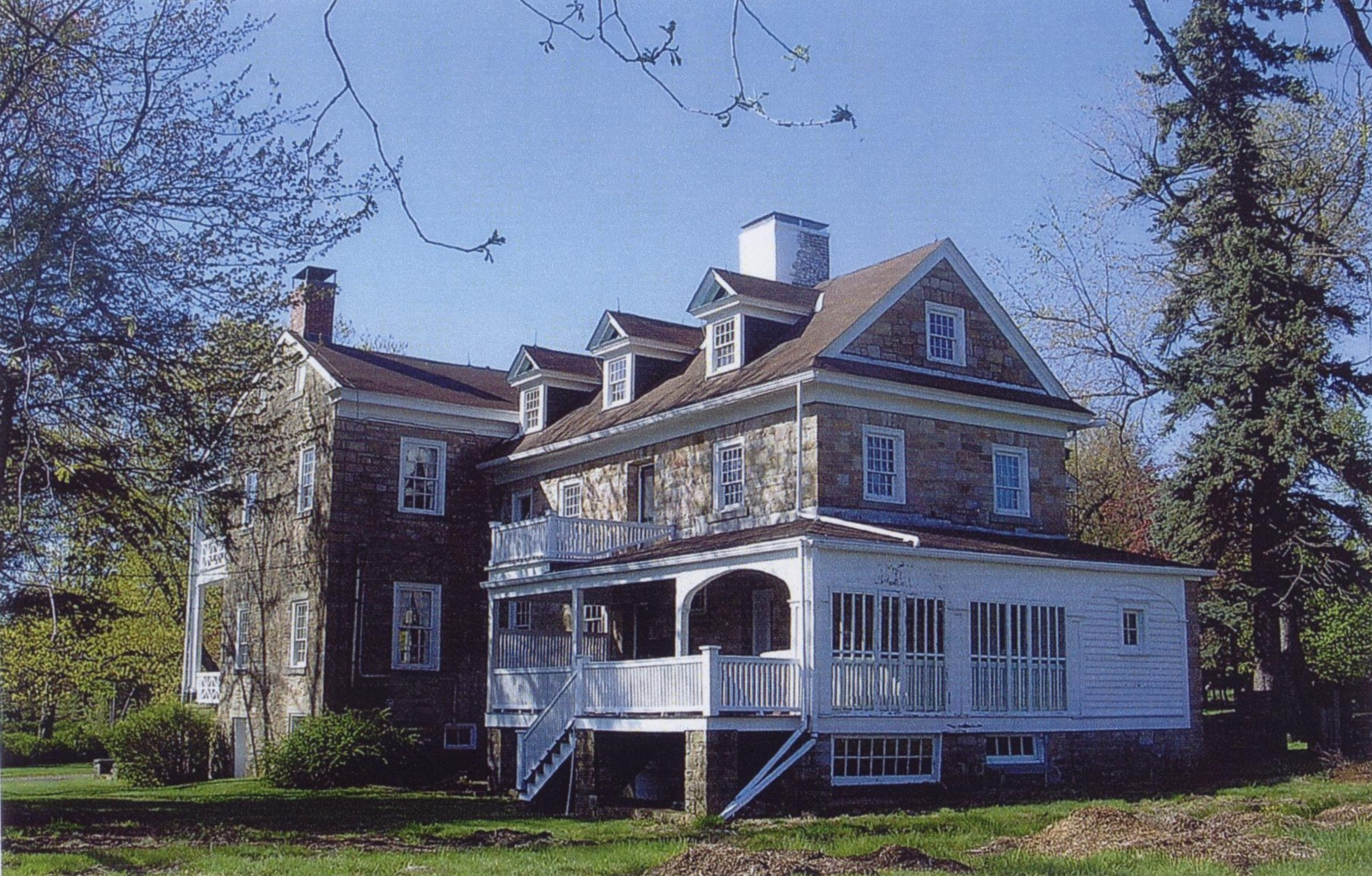
Vue du nord-est sur l’aile ajoutée en 1913, dotée d’une véranda de cuisine qui l’entoure, tandis que la maison d’origine se situe à gauche.

R. B. Ricketts et son épouse ont trois enfants, dont William Reynolds Ricketts (1869–1956), qui habite la demeure familiale après leurs décès. Dès 1920, les héritiers commencent à vendre des terres à l’État de Pennsylvanie, tout en conservant plus de 12 000 acres (4 900 hectares) autour de la maison, du lac Ganoga et des vallons parsemés de cascades. En 1936, la maison en pierre est répertoriée dans le Historic American Buildings Survey (HABS) sous le nom de William R. Ricketts House. Atherton, architecte de l’agrandissement de 1913, collabore à la réalisation des plans HABS qui la désignent sous le nom de « Ganoga ». Dans les archives historiques de William Reynolds Ricketts, elle est simplement appelée « maison de pierre »,. Dans les années 1930, le site est validé comme futur parc national ; un article de 1935 dans The New York Times annonce la volonté du gouvernement fédéral d’acquérir 22 000 acres (8 900 hectares), incluant les cascades et le domaine des Ricketts, alors présenté comme « le plus ancien hôtel en pierre de Pennsylvanie »,. Le Service des parcs nationaux installe un camp du Civilian Conservation Corps à « Ricketts Glynn » (sic), mais les contraintes budgétaires et la Seconde Guerre mondiale interrompent ces projets,.
En 1942, le Commonwealth de Pennsylvanie acquiert des héritiers les vallons et leurs cascades pour 82 000 dollars, soit l’équivalent d’environ 1 578 000 dollars en 2025. Le parc d’État de Ricketts Glen ouvre en 1944, après que l’État de Pennsylvanie a racheté entre 1920 et 1950 plus de 65 000 acres (26 000 hectares) à la famille Ricketts, constituant ainsi le parc et les terres de chasse publiques,. À la mort de William Reynolds Ricketts en 1956, le lac et ses terrains environnants sont vendus pour 109 000 dollars, près de 1 220 000 dollars en 2025. Le Département des Forêts et des Eaux, ancêtre du Département de la Conservation et des Ressources Naturelles, tente d’acquérir les 3 140 acres (1 270 hectares) incluant la maison et le lac, mais se fait devancer par un groupe d’investisseurs privés. Ces derniers fondent en septembre 1959 la Lake Ganoga Association, chargée de gérer et préserver les installations récréatives et résidentielles du lac. L’association aménage une route qui fait le tour du lac, dégage un terrain à son extrémité sud et voit ses membres construire une cinquantaine de maisons sur ses rives. En 1983, la maison de pierre est inscrite au Registre national des lieux historiques sous le nom de Clemuel Ricketts Mansion. Elle accueille le siège et le club-house de l’association, qui y organise réunions, mariages et pique-niques. Dans ce cadre privé, la maison et le lac restent fermés au public, l’accès étant strictement interdit à toute personne ne possédant pas de terrain au bord de l’eau.

## Architecture

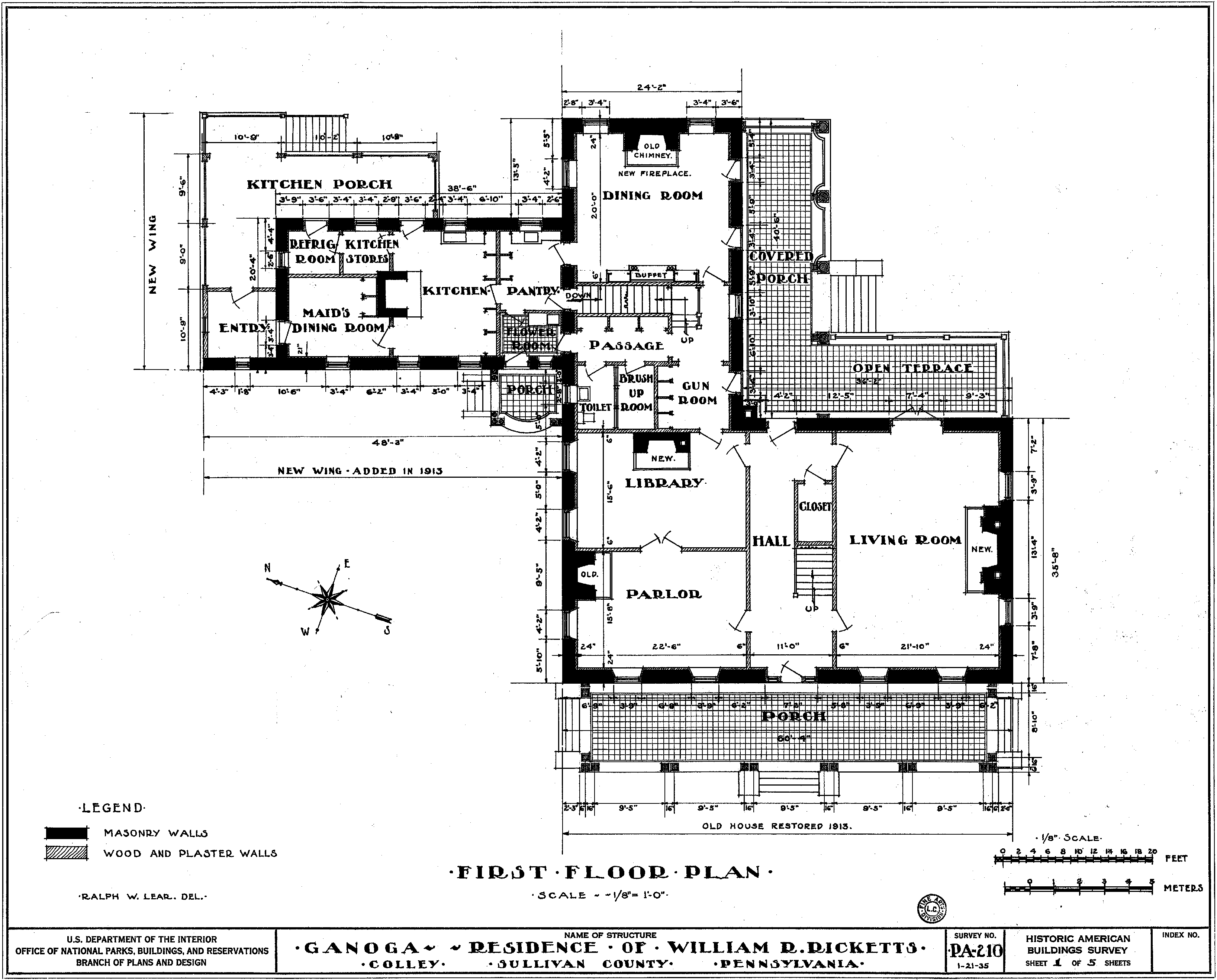
Plan du rez-de-chaussée du manoir Clemuel Ricketts, extrait des archives HABS.

Clemuel Ricketts, architecte de la maison de pierre, cultive une passion profonde pour l’architecture coloniale qu’il explore au cours de nombreux voyages. Dans les années 1840, il publie une étude consacrée aux influences britanniques et européennes à l’origine de l’architecture coloniale américaine. Au début des années 1850, il conçoit le manoir dans le style colonial géorgien, dont la construction s’étale de 1851 ou 1854 jusqu’à l’année suivante,,.
Le manoir Clemuel Ricketts se situe à environ 270 mètres à l’ouest du lac Ganoga, niché au centre d’une clairière de 0,89 hectare, entièrement entourée de forêt primaire, offrant une vue dégagée sur le lac, selon la carte HABS. À l’origine, la demeure fait face à la route à péage située à l’est. En 1907, la construction de ce qui deviendra la Pennsylvania Route 487 modifie le tracé routier, déplaçant la voie de l’autre côté du lac, reléguant ainsi la maison à une voie privée distante de 2,4 kilomètres,,.
Construite dans les années 1850, la maison adopte un plan en L. D’après les plans HABS, la base du L mesure 18,39 mètres du nord au sud et 10,87 mètres d’est en ouest. En 1935, le rez-de-chaussée de cette partie comprend l’entrée principale avec son hall, le salon, la pièce de réception, la bibliothèque et l’escalier. La façade ouest, ornée d’un porche de 18,39 mètres de long sur 3,7 mètres de profondeur, soutenu par des piliers carrés, s’ouvre sur des escaliers aux côtés nord, sud et ouest. La branche supérieure du L, longue de 7,37 mètres sur 12,34 mètres, abrite au rez-de-chaussée la salle à manger, une pièce dédiée aux armes, une « brush up room » — c'est-à-dire une pièce où une personne peut « se refaire une  beauté », se recoiffer ou se maquiller — ainsi que des toilettes, un escalier et un accès à l’extension de 1913,. L’angle intérieur s’orne d’un porche couvert sur deux étages côté sud et d’une terrasse ouverte côté est. À l’étage, la partie inférieure du L comprend quatre chambres et une salle de bains, tandis que la partie supérieure en compte deux avec salle de bains, ainsi que deux escaliers et des couloirs,.
La porte principale, typique du style fédéral, se distingue par un large éventail vitré en imposte et des fenêtres latérales, tandis que les murs de grès, épais de 60 centimètres, sont constitués de blocs carrés d’environ 43 centimètres de côté et de différentes épaisseurs. La maison repose sur un sous-sol sous sa partie originelle. La base du plan en L s’organise en cinq travées en façade et deux en profondeur. Les fenêtres à guillotine, conservées depuis les années 1850, comptent six carreaux par vantail et sont équipées de volets pleins au rez-de-chaussée, tandis que l’étage est pourvu de persiennes. Le comble demeure inachevé et la toiture à pignon se pare de corniches fermées avec retours,.
Entre 1897 et 1903, un jardin à la française s’installe au nord de la maison en pierre, sur l’emplacement de l’ancienne structure en bois qui accueillait la majorité des clients de l’hôtel. En 1913, sous la direction de l’architecte Thomas Henry Atherton, une aile de deux étages et demi est ajoutée au nord, accompagnée d’une rénovation de la maison d'origine. Cette extension, longue de 14,71 mètres sur 6,20 mètres de large, s’ouvre sur un vaste porche fermé d’un étage, sur les côtés nord et est. En 1935, l’annexe abrite au rez-de-chaussée la cuisine, le garde-manger, les espaces de stockage et de réfrigération ainsi qu’une salle à manger pour le personnel. Le premier étage comprend deux chambres et une salle de bains, tandis que le grenier aménagé accueille deux chambres de service et une salle de bain,.
L’aile récente se pare de six lucarnes, réparties à raison de trois de chaque côté, tandis que la rénovation de 1913 ajoute six lucarnes à la maison d'origine, dont quatre à l’est et deux à l’ouest. Les fenêtres du premier étage de cette extension reprennent le style traditionnel, alors que celles du second étage affichent douze carreaux en partie haute et huit en partie basse. Cette rénovation introduit également quatre nouvelles fenêtres dans la maison des années 1850, deux situées à l’ouest de la nouvelle aile et deux sur le mur est de la base du L. Un petit porche vient s’installer à l’angle où se rencontrent le mur ouest de l’aile neuve et le mur nord de la demeure ancienne, tandis que les anciens porches sont restaurés avec soin. Dans la maison d'origine, deux cheminées sont restaurées, deux autres remplacées, et de nouveaux foyers aménagés dans le salon, la bibliothèque et la salle à manger. La demeure compte en tout vingt-huit pièces,.
Le dossier de nomination au Registre national des lieux historiques mentionne deux autres constructions sur la propriété : un bâtiment utilitaire en briques enduit de stuc, situé à l’est de la maison, ainsi qu’une vaste grange au sud-ouest. Depuis 1913, seules l’installation électrique et la modernisation de la plomberie ont transformé le site. Le mobilier d'origine et les boiseries intérieures restent parfaitement préservés. Ce même dossier désigne le manoir Clemuel Ricketts comme « un remarquable exemple d’architecture vernaculaire géorgienne » qui incarne « la réalisation du rêve architectural d’un homme, conservée au cœur de la nature sauvage depuis plus d’un siècle ».